# 5 yên (tiền kim khí)
Đồng tiền xu 5 yên (五円硬貨 (Ngũ viên ngạnh hoá) Go-en kōka) là một mệnh giá của đồng Yên Nhật. Thiết kế hiện tại lần đầu tiên được đúc vào năm 1959 sử dụng các ký tự tiếng Nhật được gọi là "kiểu kí tự mới", và cũng được đúc trong những năm 1948-1958 sử dụng các ký tự tiếng Nhật theo "kiểu kí tự cũ". Đồng tiền xu năm yên bắt đầu có từ năm 1870 (khi mà, do giá trị cao hơn của đồng yên lúc đó, chúng được đúc bằng vàng). Đồng tiền hiện đại đầu tiên được sản xuất vào năm 1948 với một dòng chữ khắc theo kiểu khác. Thiết kế này được thay đổi vào năm 1959 và được giữ nguyên không thay đổi kể từ đó.
Mặt trước đồng tiền xu mô tả một cây lúa mọc ra từ nước, với dòng chữ "Năm (5) yên" viết bằng kanji; mặt sau được đóng dấu chữ "Nhật Bản" và năm phát hành, cũng bằng kanji, được tách biệt bằng hai nhánh cây non. Ba yếu tố đồ hoạ này của đồng tiền xu đại diện cho nông nghiệp và thủy sản, các yếu tố chính của khu vực kinh tế thứ nhất của Nhật Bản. Xung quanh lỗ của đồng xu, có một bánh răng đại diện cho công nghiệp. Đây là đồng tiền xu duy nhất của Nhật Bản được lưu hành mà không khắc chữ số kiểu Ả Rập ở bất cứ mặt nào.

## Ý nghĩa văn hóa
Cụm từ tiếng Nhật "năm yên," go en (五円 - ngũ viên) là từ đồng âm khác nghĩa với go-en (御縁 - ngự duyên), "en" (duyên) là từ chỉ một sự kết giao hoặc mối quan hệ mang tính nhân quả, và "go" (ngự) là một tiền tố kính ngữ mang tính tôn trọng. Do vậy, đồng tiền xu năm yên thường được dùng làm tiền công đức tại các đền thờ Thần đạo để cầu cho thần linh phù hộ, và người ta thường hay để một đồng tiền xu năm yên vào ví tiền mới trước khi bỏ tiền khác vào đó nhằm cầu điều tốt lành.

## Sử dụng trong điều tra tai nạn hạt nhân
Sau vụ tai nạn hạt nhân ở Tōkai, Ibaraki năm 1999, các nhà vật lý Kohno Masuchika và Koizumi Yoshinobu đã cho thấy đồng tiền này có thể được sử dụng như thế nào để ước tính liều lượng neutron cho dân số xung quanh, bằng cách đo các tỷ lệ đồng vị kẽm của nó. Họ viết:
Đồng tiền xu năm yên Nhật có đường kính khoảng 22 millimet và dày 1,5 mm, nặng 3,75 gram và có một cái lỗ ở trung tâm rộng 5 mm. Chúng tôi đã chọn đồng tiền này để theo dõi phơi nhiễm neutron vì nó được lưu hành rộng rãi, hàm lượng kẽm được kiểm soát chính xác và đồng vị {\displaystyle {}^{65}{\rm {Zn}}} được tạo ra có chu kì bán rã (244,1 ngày) và phát xạ năng lượng tia gamma (1.115,5 keV). Để có được một bản ghi về liều lượng neutron được giải phóng do tai nạn, chúng tôi thu thập tiền xu bị phơi nhiễm từ nhà của người dân ở khoảng cách từ 100–550 m từ cơ sở.
Họ kết luận rằng đồng xu có thể cung cấp thông tin về tổng hiệu ứng neutron trong vụ tai nạn, và về việc che chắn bởi những ngôi nhà Nhật Bản hiện đại, cho rằng tiền xu đã được thu hồi từ trong nhà.

## Thiết kế

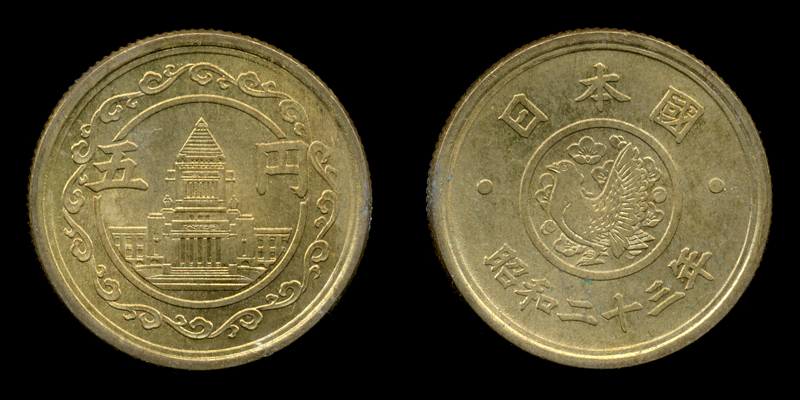
Tiền xu 5 yên từ 1948-1949
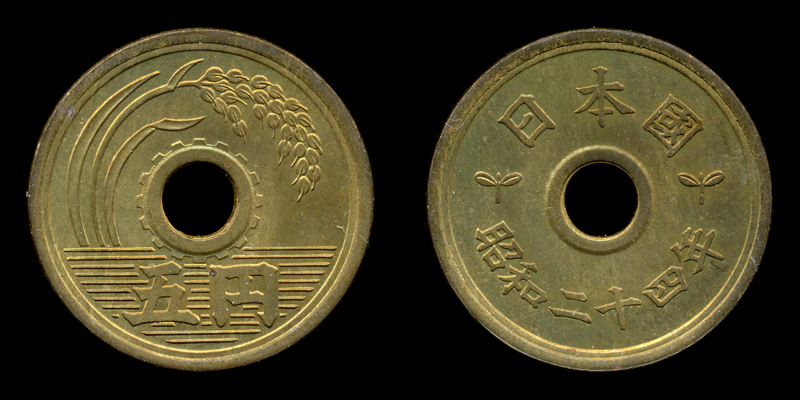
Tiền xu 5 yên từ 1949-1958
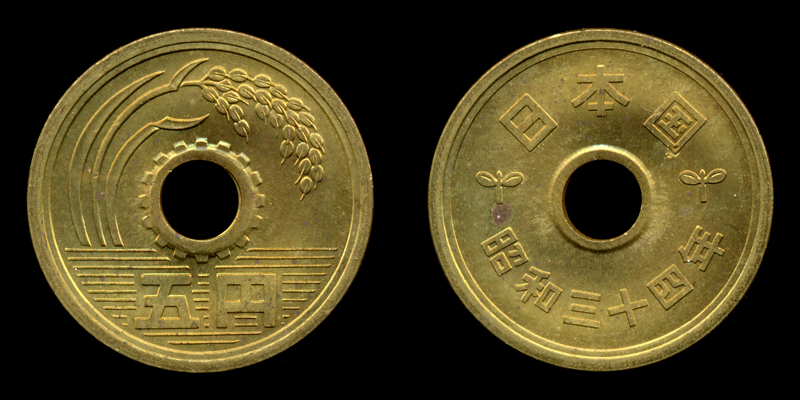
Tiền xu 5 yên từ 1959-nay

## Số liệu lưu hành

### Thời kỳ Chiêu Hoà
Dưới đây là những năm lưu hành trong triều đại của Thiên hoàng Hirohito. Các năm dưới đây tương ứng với năm thứ 23 đến năm thứ 64 (cuối cùng) trong triều đại của ông. Tất cả những đồng tiền xu năm yên được làm trước năm 1959 sử dụng Kyūjitai, hay tiếng Nhật với kiểu kí tự cũ. Chỉ trong năm 1949, hai kiểu chữ khác nhau được sử dụng trước khi một mẫu hiện đại hơn được thành lập vào năm 1950. Kiểu chữ thứ hai này được sử dụng cho đến năm 1958, khi kiểu chữ Nhật Bản hiện tại thế chỗ vào năm tiếp theo. Tiền xu trong giai đoạn này sẽ bắt đầu với ký hiệu tiếng Nhật 昭和 (Chiêu Hoà - Shōwa).
- Tiền xu Nhật Bản được đọc với thứ tự từ trái qua phải:

"Tên của Thiên hoàng" → "Số thứ tự đại diện cho năm tại vị" → "Năm" (Ví dụ: 昭和 → 四十八 → 年).
* = Kiểu đầu tiên

** = Kiểu thứ hai

^ = Kiểu thứ ba
| Năm triều đại | Năm tiếng Nhật | Năm Gregorius | Lượng tiền được đúc (hàng nghìn) |
| ------------- | -------------- | ------------- | -------------------------------- |
| 23            | 二十三         | 1948 *        | 74,520                           |
| 24            | 二十四         | 1949 *        | 179,692                          |
| 24            | 二十四         | 1949 **       | 111,896                          |
| 25            | 二十五         | 1950          | 181,824                          |
| 26            | 二十六         | 1951          | 197,980                          |
| 27            | 二十七         | 1952          | 55,000                           |
| 28            | 二十八         | 1953          | 45,000                           |
| 29            | 二十九         | 1954          | 0                                |
| 30            | 三十           | 1955          | 0                                |
| 31            | 三十一         | 1956          | 0                                |
| 32            | 三十二         | 1957          | 10,000                           |
| 33            | 三十三         | 1958 **       | 50,000                           |
| 34            | 三十四         | 1959 ^        | 33,000                           |
| 35            | 三十五         | 1960          | 34,800                           |
| 36            | 三十六         | 1961          | 61,000                           |
| 37            | 三十七         | 1962          | 126,700                          |
| 38            | 三十八         | 1963          | 171,800                          |
| 39            | 三十九         | 1964          | 379,700                          |
| 40            | 四十           | 1965          | 384,200                          |
| 41            | 四十一         | 1966          | 163,100                          |
| 42            | 四十二         | 1967          | 26,000                           |
| 43            | 四十三         | 1968          | 114,000                          |
| 44            | 四十四         | 1969          | 240,000                          |
| 45            | 四十五         | 1970          | 340,000                          |
| 46            | 四十六         | 1971          | 362,050                          |
| 47            | 四十七         | 1972          | 562,950                          |
| 48            | 四十八         | 1973          | 745,000                          |
| 49            | 四十九         | 1974          | 950,000                          |
| 50            | 五十           | 1975          | 970,000                          |
| 51            | 五十一         | 1976          | 200,000                          |
| 52            | 五十二         | 1977          | 340,000                          |
| 53            | 五十三         | 1978          | 318,000                          |
| 54            | 五十四         | 1979          | 317,000                          |
| 55            | 五十五         | 1980          | 385,000                          |
| 56            | 五十六         | 1981          | 95,000                           |
| 57            | 五十七         | 1982          | 455,000                          |
| 58            | 五十八         | 1983          | 410,000                          |
| 59            | 五十九         | 1984          | 202,850                          |
| 60            | 六十           | 1985          | 153,150                          |
| 61            | 六十一         | 1986          | 113,960                          |
| 62            | 六十二         | 1987          | 631,775                          |
| 63            | 六十三         | 1988          | 396,120                          |
| 64            | 六十四         | 1989          | 67,332                           |

### Thời kỳ Bình Thành
Sau đây là ngày lưu hành trong triều đại của Thiên hoàng hiện tại. Akihito lên ngôi vào năm 1989, được đánh dấu với ký tự 元 (nguyên) trên đồng tiền xu để tính một năm. Tiền xu trong giai đoạn này sẽ bắt đầu với ký hiệu tiếng Nhật 平成 (Bình Thành - Heisei).
- Tiền xu Nhật Bản được đọc với thứ tự từ trái qua phải:

"Tên của Thiên hoàng" → "Số thứ tự đại diện cho năm tại vị" → "Năm" (Ví dụ: 平成 → 九 → 年).
| Năm triều đại | Năm tiếng Nhật | Năm Gregorius | Lượng tiền được đúc (hàng nghìn) |
| ------------- | -------------- | ------------- | -------------------------------- |
| 1             | 元             | 1989          | 960,660                          |
| 2             | 二             | 1990          | 520,953                          |
| 3             | 三             | 1991          | 517,120                          |
| 4             | 四             | 1992          | 301,130                          |
| 5             | 五             | 1993          | 413,240                          |
| 6             | 六             | 1994          | 197,767                          |
| 7             | 七             | 1995          | 351,874                          |
| 8             | 八             | 1996          | 207,213                          |
| 9             | 九             | 1997          | 239,086                          |
| 10            | 十             | 1998          | 172,612                          |
| 11            | 十一           | 1999          | 60,120                           |
| 12            | 十二           | 2000          | 9,030                            |
| 13            | 十三           | 2001          | 78,025                           |
| 14            | 十四           | 2002          | 143,662                          |
| 15            | 十五           | 2003          | 102,406                          |
| 16            | 十六           | 2004          | 70,903                           |
| 17            | 十七           | 2005          | 16,029                           |
| 18            | 十八           | 2006          | 9,594                            |
| 19            | 十九           | 2007          | 9,904                            |
| 20            | 二十           | 2008          | 9,811                            |
| 21            | 二十一         | 2009          | 4,003                            |
| 22            | 二十二         | 2010          | 510                              |
| 23            | 二十三         | 2011          | 456                              |
| 24            | 二十四         | 2012          | 659                              |
| 25            | 二十五         | 2013          | 554                              |
| 26            | 二十六         | 2014          | 87,538                           |
| 27            | 二十七         | 2015          | 105,004                          |
| 28            | 二十八         | 2016          | 35,064                           |
| 29            | 二十九         | 2017          | -                                |